# Waldbronn
Waldbronn ist eine Gemeinde im südlichen Landkreis Karlsruhe in Baden-Württemberg. Sie liegt im Naturpark Schwarzwald Mitte/Nord und gehört zum Albtal.

## Geographie

### Lage
Waldbronn liegt am Rande des Alb-Pfinz-Plateaus im Tal der Alb, etwa 10 km südöstlich von Karlsruhe und an der Schwarzwald-Bäderstraße.

### Ortsteile
- Busenbach (5883)
- Etzenrot mit Neurod (2184)
- Reichenbach (5512)

In Klammern Einwohnerzahlen Stand 31. Juli 2019

## Geschichte
Alle drei Ortsteile wurden 1292 erstmals urkundlich erwähnt.
Im Zuge der Gemeindegebietsreform in Baden-Württemberg wurden am 1. Juli 1971 Etzenrot und am 1. Januar 1972 Busenbach nach Reichenbach eingemeindet. Die Gemeinde Reichenbach wurde am 19. November 1974 in Waldbronn umbenannt.
Im Januar 1994 wurde der Gemeinde Waldbronn für die Ortsteile Busenbach und Reichenbach das Prädikat „Ort mit Heilquellen-Kurbetrieb“ verliehen.

## Religionen
Waldbronn ist von jeher überwiegend römisch-katholisch geprägt. Auch heute noch gibt es in jedem der drei Ortsteile eine katholische Kirche. Die bisherigen drei katholischen Pfarreien in Waldbronn sind heute Bestandteil der Seelsorgeeinheit Waldbronn-Karlsbad. Seit 1973 gibt es auch eine selbständige evangelische Gemeinde in Waldbronn, welche ihr Gemeindezentrum im Ortsteil Reichenbach hat.

## Politik

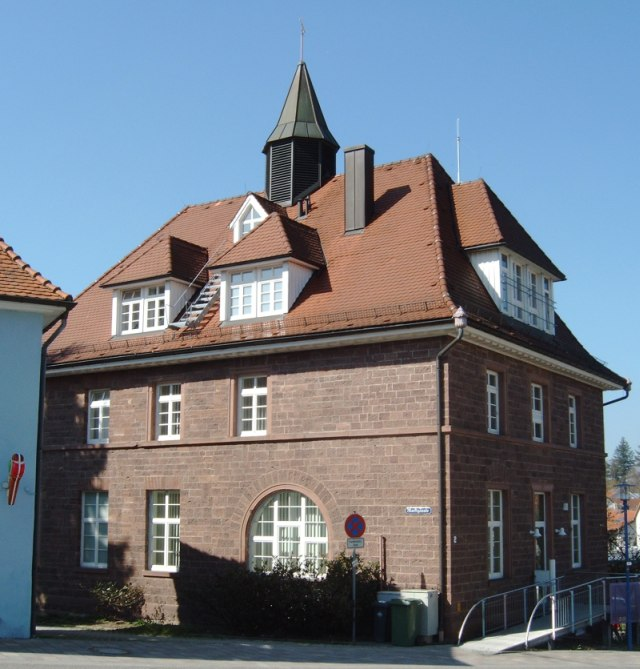
Im alten Reichenbacher Rathaus ist heute die Polizei Albtal untergebracht.

### Gemeinderat
Der Gemeinderat hat 18 ehrenamtliche Mitglieder, die für fünf Jahre gewählt werden. Hinzu kommt der Bürgermeister als stimmberechtigter Gemeinderatsvorsitzender.
Die Kommunalwahl 2024 führte zu folgendem Ergebnis (in Klammern: Unterschied zu 2019):
| CDU                            | 27,1 % (+1,3) | 5 (±0) |
| Aktive Bürger                  | 19,8 % (+2,2) | 4 (+1) |
| Grüne                          | 19,6 % (−1,6) | 4 (±0) |
| Freie Wähler                   | 19,6 % (+2,8) | 3 (±0) |
| SPD                            | 14,0 % (−0,2) | 2 (−1) |
| Wahlbeteiligung: 66,5 % (-0,5) |               |        |

### Bürgermeister
Der Bürgermeister wird für acht Jahre direkt gewählt.
- bis 1980: Alfred Ohl (CDU)
- 1980–1987: Albrecht Glaser (damals CDU, seit 2013 AfD)
- 1988–2001: Martin Altenbach (SPD)
- 2001–2009: Harald Ehrler (CDU)
- 2009–2022: Franz Masino (bei der Wahl SPD, später parteilos)
- seit 2022: Christian Stalf (CDU)

Bei der Bürgermeisterwahl am 29. Mai 2022 setzte sich Christian Stalf (CDU, mit Unterstützung der Grünen und der Freien Wähler) mit 51,2 Prozent der abgegebenen gültigen Stimmen bei einer Wahlbeteiligung von 52,46 Prozent im zweiten Wahlgang durch. Er trat das Amt am 20. Juni 2022 an. Sein Vorgänger Franz Masino (SPD, später parteilos) wurde 2009 erstmals gewählt und 2017 wiedergewählt. Er legte sein Amt vorzeitig nieder.

### Jugendgemeinderat
Der Jugendgemeinderat ist ein demokratisch legitimiertes, überparteiliches Gremium auf kommunaler Ebene, das die Interessen der Jugend in der Gemeinde gegenüber Bürgermeister, Gemeinderat und Verwaltung vertritt. In Waldbronn gehören dem Gremium in der Regel zwölf  Jugendliche zwischen 14 und 18 Jahren an. Jeweils die Hälfte von ihnen wird im Zwei-Jahres-Rhythmus für vier Jahre neu gewählt. Die 13. Wahl fand am 27. November 2020 statt. Da zwei Jugendliche die gleiche Stimmenzahl erreichten, wurden sie beide als gewählt gewertet, so dass dem Jugendgemeinderat nun 13 Jugendliche angehören.

### Wappen
Blasonierung: „In Blau ein schrägrechter silberner Wellenbalken, begleitet oben von einer gestürzten goldenen Pflugschar, unten von einem abnehmenden, gesichteten goldenen Mond.“
Erklärung: Das Blau mit Silberbalken erinnert an die ehemaligen Reichenbacher Ortsherren von Schmalenstein, die Pflugschar und der Mond sind den Siegeln und Wappen von Busenbach und Etzenrot entnommen.

### Gemeindepartnerschaften
Waldbronn pflegt Partnerschaften zu Esternay im Département Marne, Saint-Gervais-les-Bains am Mont-Blanc-Massiv (beide Frankreich), Monmouth (Wales), Reda (Polen) und Stadtilm (Thüringen).

## Wirtschaft und Infrastruktur
Waldbronn bezeichnet sich als „Ort mit Heilquellen-Kurbetrieb“.

### Ortsansässige Unternehmen
Waldbronn ist der Hauptsitz von Agilent Technologies Deutschland, einem Hersteller von analytischen Messgeräten. Agilent liefert über ein Nahwärme-Netz Abwärme für das Schwimmbad und ein Kundenzentrum Gemeinde. 2024 begann der Bau einer Großwärmepumpe mit einer thermischen Leistung von 1,5 MW, mit der weitere bisher ungenutzte Industrieabwärme von Agilent für Heizzwecke brauchbar gemacht werden soll. Diese soll u. a. ein Neubaugebiet mit 280 Wohneinheiten versorgen, sodass insgesamt etwa 70 Prozent der Wärme des gesamten Energieverbunds CO2-frei bereitgestellt werden. In Summe soll der Wärmeverbund so verglichen mit ausschließlich Erdgas-befeuerten Blockheizkraftwerken jährlich ca. 1.640 Tonnen des Treibhausgases CO2 einsparen.

### Verkehr

#### ÖPNV

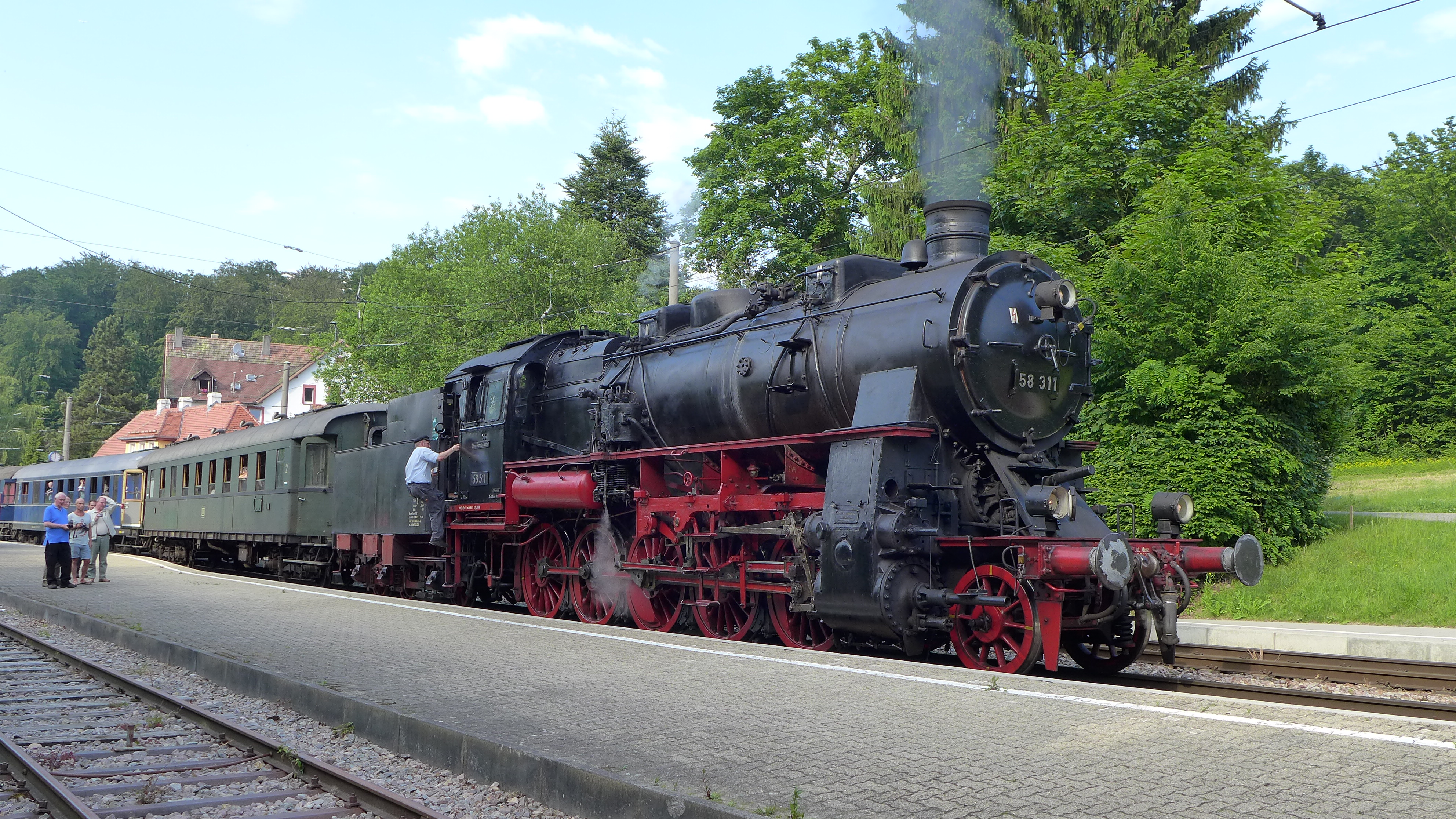
Albtalbahn in Waldbronn

Durch die Albtalbahn (Stadtbahnlinie S1) beziehungsweise die in Waldbronn von ihr abzweigende Bahnstrecke Busenbach–Ittersbach (Stadtbahnlinie S11 und S12) ist Waldbronn an das Karlsruher Stadtbahnnetz angeschlossen. Im Ortsteil Busenbach zweigt von Karlsruhe kommend südlich des Bahnhofs ein Ast nach Ittersbach von der geradeaus führenden Strecke nach Bad Herrenalb ab.
Der Ast nach Ittersbach wird von den Linien S11 + S12 befahren, die auch den Waldbronner Ortsteil Reichenbach und dessen Kurpark bedient. Die Linie S1 bedient den Ortsteil Etzenrot (in Höhe Neurod) auf der Strecke nach Bad Herrenalb.
Innerhalb und zwischen den Ortsteilen verkehren die Linienbusse 155 sowie Schulbusse ins benachbarte Karlsbad. Außerdem wird das Waldbronner Gewerbegebiet „Ermlisgrund“ von der Karlsruher Buslinie 47A angefahren.

#### Straßenanbindung
Waldbronn hat mit der Autobahn-Anschlussstelle Karlsbad eine schnelle Verbindung zur Autobahn A 8. Auch die A 5 ist über das Autobahndreieck Karlsruhe schnell zu erreichen.

#### Radverkehr
Im Albtal verläuft als Landes-Radfernweg der Naturpark-Radweg Schwarzwald Mitte/Nord. Er führt rund um selbigen Naturpark und verläuft dabei von Malsch über Ettlingen und in das Albtal und weiter über Straubenhardt nach Neuenbürg im Enztal.

### Bildung
In den Ortsteilen Reichenbach, Busenbach und Etzenrot stehen in Sachen Bildung jeweils reine Grundschulen zur Verfügung. Dies ist in Reichenbach die Albert-Schweitzer-Schule, in Busenbach die Anne-Frank-Schule und in Etzenrot die Waldschule. In den Schulen findet neben dem eigentlichen Schulbetrieb vormittags und nachmittags regelmäßig die Kernzeit- und Hortbetreuung statt. Die ehemals als Grund-, Haupt- und Werkrealschulen ausgewiesene Albert-Schweitzer-Schule in Reichenbach sowie die Anne-Frank-Schule in Busenbach bieten fortan keine weiterführende Bildung mehr an. Diese wurde auf das Bildungszentrum in der Gemeinde Karlsbad ausgelagert.
Außerdem gibt es noch vier römisch-katholische und zwei gemeindeeigene Kindergärten.
Neben den allgemeinbildenden Schulen befindet sich im Ortskern von Reichenbach eine Musikschule. Das Angebot erstreckt sich von der musikalischen Früherziehung über Blockflöte, Klavier, Keyboard, Gitarre, E-Gitarre, E-Bass, Schlagzeug, Violine, Viola, Violoncello, Querflöte, Oboe, Fagott, Saxophon, Trompete, Akkordeon, Orgel, Horn und Klarinette bis hin zu Gesangsunterricht. Des Weiteren ist die Teilnahme an einer Rockband sowie einem Gitarren-, Blockflöten- oder Blechblasensemble möglich. Große Erfolge feiert das Kammerorchester der Musikschule mit seinen Konzerten unter der Leitung von Toni Reichl.
Auch die Volkshochschule Waldbronn im Ortsteil Reichenbach bietet ein breites Angebot an Kursen an.

## Kultur und Sehenswürdigkeiten

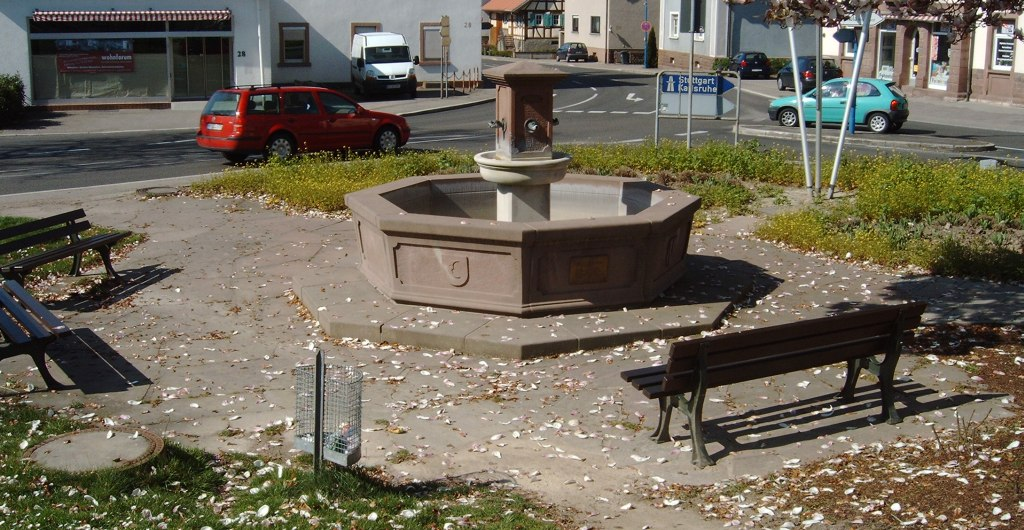
Brunnen in Reichenbach

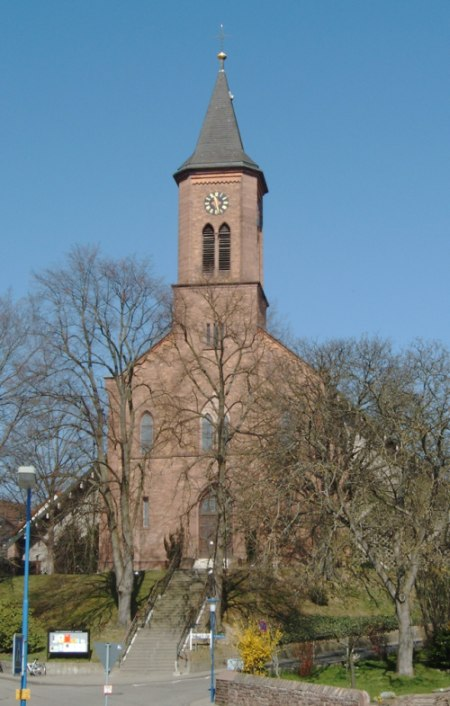
Katholische Kirche Reichenbach

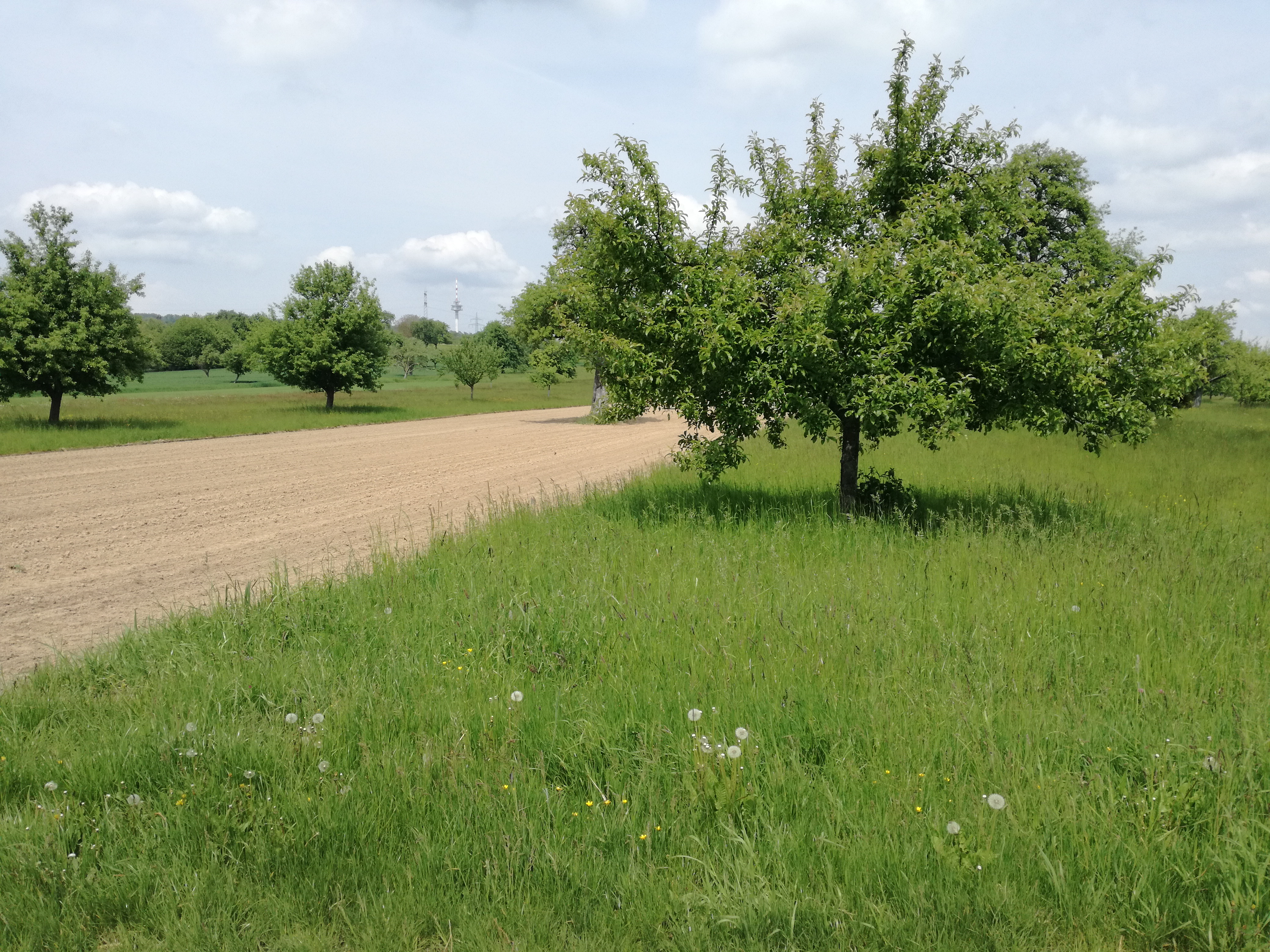
Waldbronner Albgau bei Busenbach

### Museen
- Heimatstuben
- Radiomuseum in Reichenbach (gegründet 1989)[14]
- Kuckucksuhrenmuseum

### Bauwerke
- Eistreff Waldbronn
- Kurpark mit Kursee
- Albtherme Waldbronn
- Kapelle Maria Zuflucht im Ortsteil Busenbach[15]

### Sport
- Erfolgreichster Verein im Gemeindegebiet ist der TV Busenbach, dessen Damenmannschaft in der Tischtennis-Bundesliga spielt und 2005 deutscher Mannschaftsmeister wurde. Zur Mannschaft gehörte unter anderem bis Sommer 2009 die deutsche Nationalspielerin Elke Schall.
- Seit Oktober 2003 hat Waldbronn wieder eine Eishockeymannschaft, die Waldbronn Huskies.
- Die 1. Mannschaft des TSV Reichenbach spielt in der Landesliga (2019/2020).
- Der FC Busenbach spielt seit dem Sommer 2018 in der Kreisliga Karlsruhe
- Der TSV Etzenrot spielt in der Kreisklasse C
- Die beiden Frauenmannschaften (SG Waldbronn) spielen in der Landesliga (2019/2020)
- Der Schachclub Waldbronn spielt seit der Saison 2009/2010 in der Landesliga.

### Schutzgebiete
- Landschaftsschutzgebiet Waldbronner Albgau
- Naturschutzgebiet Albtal und Seitentäler
- Naturschutzgebiet Kälberklamm und Hasenklamm

## Persönlichkeiten

### Ehrenbürger
- Alfred Ohl (1926–2004)[16], Bürgermeister des Ortsteils Reichenbach[17]
- Julius Schmieger[18], ehemaliger Bürgermeister des Ortsteils Etzenrot[19]
- Helmut Völkle[20] (1937–2016)[21],  Kommunalpolitiker (CDU)[22]
- Hans Vollmer, (1952–1981), Pfarrer[23][24]
- Pfarrer Meinrad Josef Lehmann (1925–2011), seit 1957 Pfarrkurat und ab 1969 bis 1991 Pfarrer in Herz-Jesu Etzenrot
- Martin Altenbach (1933–2013), Bürgermeister von Waldbronn 1988 bis 2001 (SPD)

### Söhne und Töchter der Gemeinde
- Walter Carlein (1922–2011), Politiker (CDU), 1969–1990 Oberbürgermeister von Baden-Baden
- Fred Rabold (1922–1993), Orchesterleiter
- Jürgen Eisele (* 1951), CDU-Landtagsabgeordneter
- Edmund Becker (* 1956), Fußballspieler und -trainer
- Max Giesinger (* 1988), Sänger

### Mit der Gemeinde verbunden

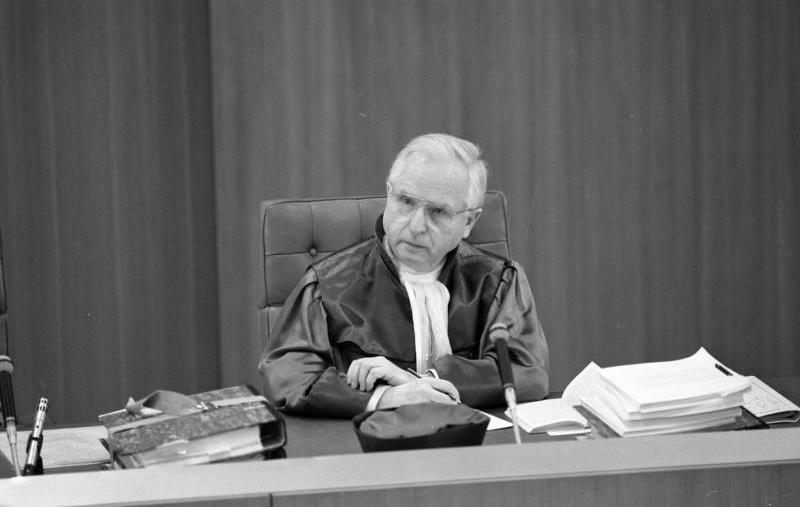
Ernst Träger 1989

- Karl Schlör von Westhofen-Dirmstein (1910–1997), Ingenieur, Schlör lebte seit seinem Ruhestand in Waldbronn
- Erwin A. Schinzel (1919–2018), Bildhauer, lebte seit 1991 in Waldbronn
- Ernst Träger (1926–2015), Verfassungsrichter; lebte zuletzt in Waldbronn
- Michael Weindel (1942–2025), Architekt mit Büro in Waldbronn
- Heribert Purreiter (1954–2004), Gemeinderat und stellvertretender Bürgermeister; wurde 2004 Opfer eines Gewaltverbrechens
- Markus Schroth (* 1975), Fußballer; er begann seine Laufbahn beim TSV Reichenbach
- Simon Pierro (* 1978), Zauberkünstler; er wuchs in Waldbronn auf
- Norman Bücher (* 1978), Extremsportler und Vortragsredner; lebt in Waldbronn